# Поляков Олексій Миколайович
Олексій Миколайович Поляков (узб. Aleksey Nikolayevich Polyakov / рос. Алексей Николаевич Поляков; нар. 28 лютого 1974, Шебекіно, Бєлгородська область, РРФСР) — узбецький та російський футболіст, воротар, виступав за збірну Узбекистану; тренер.

## Клубна кар'єра
Розпочинав кар'єру у бєлгородському «Салюті», який виступав у другому дивізіоні. У 1995 році перейшов до московського «Локомотиву», наступні три сезони провів у дублі клубу, де був основним голкіпером, в основному ж складі в ті роки так і не вийшов на поле. Сезон 1998 року провів в оренді як основний воротар «Нафтохіміка», який був одним з аутсайдерів Першого дивізіону. Потім повернувся до «Локомотиву», де знову грав за дубль, 1999 року один раз вийшов на поле за основний склад клубу, отримав срібну медаль того сезону.

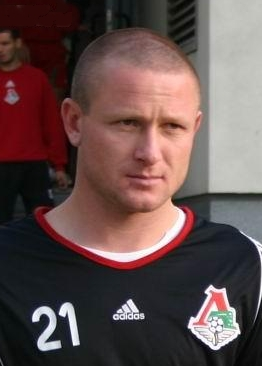
Олексій Поляков у футболці «Локомотива»

У 2001 році перейшов у самарські «Крила Рад», у першому сезоні переважно сидів на лавці, потім став основним воротарем і зробив вагомий внесок в успішний виступ команди в чемпіонаті Росії 2004 року, коли самарці здобули бронзові медалі чемпіонату країни, що є їх найкращим результатом у чемпіонаті; також у вийще вказаному сезоні команда дійшла до фіналу кубку Росії, де поступилася (0:1) «Тереку». Після завершення сезону не став продовжувати контракт і перейшов до московського «Локомотиву». У складі «Локомотива» став дворазовим бронзовим призером чемпіонату Росії, володарем кубку та суперкубку Росії та кубку Співдружності. У першому його сезоні, 2005 року, основним воротарем був Сергій Овчинников, Полякову ж довелося вийти на поле лише один раз. Наступного року Овчинников пішов у московське «Динамо» й основним воротарем став Олексій, який тоді діяв впевнено та надійно. У сезоні 2007 року знову втратив місце у складі, у воротах стояли Якупович та Пеліццолі, Олексій же зіграв лише 3 матчі; після завершення цього сезону хотів залишити команду, але не зміг знайти нову і був змушений залишитися. У сезоні 2008 року жодного разу не вийшов на поле. Наприкінці літа 2008 року після того, як «Локомотив» запросив до себе основного голкіпера «Промінь-Енергії» Марека Чеха, відданий в оренду до владивостокського клубу; спочатку сидів на лавці, але після того, як спадкоємець Чеха Драган Стойкич, пропустив вісім м'ячів у матчі з «Зенітом» і втратив місце у складі, Олексій став основним воротарем, провів решту 6 матчів провального для команди сезону. На початку 2009 року підписав контракт із командою «Том», де був резервним воротарем, основним був Сергій Парейко. 2 січня 2010 року було повідомлено, що керівництво «Томі» запропонувало Полякову шукати новий клуб, але сезон 2010 року провів у Томську. Після закінчення сезону 2010 року підписав контракт із клубом «Локомотив-2», де й завершив кар'єру.
У Прем'єр-лізі провів 103 поєдинки, пропустив 126 м'ячів.

## Кар'єра в збірній
З 2001 по 2005 рік провів 18 матчів у футболці національної збірної Узбекистану.

## Статистика виступів

### Клубна
| Сезон | Команда                     | Кіл-ть матчів | Кіл-ть пропущених м'ячів |
| ----- | --------------------------- | ------------- | ------------------------ |
| 1993  | «Салют» (Бєлгород)          | 19            | −?                       |
| 1994  | «Салют» (Бєлгород)          | 34            | −33                      |
| 1995  | «Локомотив-д» (Москва)      | 30            | −48                      |
| 1996  | «Локомотив-д» (Москва)      | 28            | −44                      |
| 1997  | «Локомотив-д» (Москва)      | 30            | −53                      |
| 1998  | «Нафтохімік» (Нижньокамськ) | 34            | −47                      |
| 1999  | «Локомотив» (Москва)        | 2             | −1                       |
| 1999  | «Локомотив-2» (Москва)      | 22            | −25                      |
| 2000  | «Локомотив-2» (Москва)      | 20            | −20                      |
| 2001  | «Крала Рад» (Самара)        | 6             | −1                       |
| 2001  | «Крала Рад-д» (Самара)*     | 15            | −11                      |
| 2002  | «Крала Рад» (Самара)        | 20            | −17                      |
| 2002  | «Крала Рад-д» (Самара)*     | 5             | −3                       |
| 2003  | «Крала Рад» (Самара)        | 10            | −10                      |
| 2003  | «Крала Рад-д» (Самара)*     | 15            | −11                      |
| 2004  | «Крала Рад» (Самара)        | 36            | −46                      |
| 2005  | «Локомотив» (Москва)        | 3             | −2                       |
| 2005  | «Локомотив»-д (Москва)*     | 5             | −4                       |
| 2006  | «Локомотив» (Москва)        | 28            | −36                      |
| 2007  | «Локомотив» (Москва)        | 3             | −6                       |
| 2007  | «Локомотив»-д (Москва)*     | 4             | −?                       |
| 2008  | «Промінь-Енергія»           | 6             | −11                      |
| 2009  | «Том» (Томськ)              | 6             | −9                       |
| 2010  | «Том» (Томськ)              | 4             | −3                       |
| 2010  | «Том» (Томськ) (мол.)**     | 2             | −2                       |
| 2011  | «Локомотив-2» (Москва)      | 26            | −27                      |
| 2012  | «Локомотив-2» (Москва)      | 4             | −6                       |

Примітки.
* У турнірі дублерів.
** У молодіжній першості.

## Досягнення
- Прем'єр-ліга Росії
  -  Срібний призер (1): 1999
  -  Бронзовий призер (3): 2004, 2005, 2006

- Кубок Росії
  -  Володар (1): 2006/07
  -  Фіналіст (1): 2003/04

- Суперкубок Росії
  -  Володар (1): 2005

- Друга ліга Росія (2-га зона)
  -  Чемпіон (1): 1993

- Кубок чемпіонів Співдружності
  -  Володар (1): 2005